# Hemiechinus collaris
Hemiechinus collaris is een zoogdier uit de familie van de egels (Erinaceidae). De wetenschappelijke naam van de soort werd voor het eerst geldig gepubliceerd door Gray in 1830.